# Björn Wäschke
Björn Wäschke (Berlín, 27 de marzo de 1988) es un deportista alemán que compitió en piragüismo en la modalidad de aguas tranquilas. Ganó una medalla de bronce en el Campeonato Mundial de Piragüismo de 2011, en la prueba de C1 4 × 200 m.

## Palmarés internacional
| Campeonato Mundial | Campeonato Mundial | Campeonato Mundial | Campeonato Mundial |
| Año                | Lugar              | Medalla            | Competición        |
| ------------------ | ------------------ | ------------------ | ------------------ |
| 2011               | Szeged (Hungría)   | Medalla de bronce  | C1 4 × 200 m       |